# Saint-Nicolas-de-Bliquetuit
Saint-Nicolas-de-Bliquetuit è un comune francese di 566 abitanti situato nel dipartimento della Senna Marittima nella regione della Normandia.

## Società

### Evoluzione demografica
Abitanti censiti